# عيلة ع فرد ميلة (مسلسل)
عيلة ع فرد ميلة مسلسل لبناني كوميدي أنتج عام 2007. وهو من تأليف كارين رزق الله وفادي شربل وإخراج فادي بريدي.

## القصة
يتحدث المسلسل سوء فهم دائم بين الزوجين بسبب تدخل أحد الجيران والأصدقاء وتطفلهم الدائم على الزوجين وأولادهما.

## طاقم التمثيل
- فادي شربل - فادي
- كارين رزق الله - كارين
- نزيه يوسف - وجيه
- ناديا شربل بدور يومي
- وداد جبور
- آمال عفيش
- ميكايلا بولوس عن دور ديا
- عبدو حكيم
- بيو شيحان بدور كريم
- نايا شربل بدور نايا[2]

- فادي الرفاعي